# Královna víl (opera)
Královna víl, v originálu The Fairy-Queen, (Z. 629) je anglická opera (semi-opera) anglického skladatele Henryho Purcella. Autor libreta není známý; jedná se o anonymní adaptaci Snu noci svatojánské od Williama Shakespeara. Opera měla premiéru 2. května 1692 v Dorset Garden Theatre v Londýně. Partitura opery se ztratila krátce po smrti Purcella v roce 1695; nalezena byla až na začátku 20. století.
Královna víl obsahuje velké množství mluveného textu; Purcell zhudebnil pouze určité pasáže, které se ke původní hře vztahují spíše obrazně, než doslovně.

## Vznik a první představení
Královna víl měla premiéru 2. května 1692 v Dorset Garden Theatre v Londýně, kterou provedla United Company. Autorem, nebo alespoň spoluautorem libreta byl Thomas Betterton, ředitel divadla Dorset Garden, se kterým Purcell pravidelně spolupracoval. Tato domněnka je založena na analýze Bettertonova scénického působení. Také není vyloučena spolupráce několika libretistů, nebo scenáristů. Choreografii pro různé taneční výstupy sestavil Josias Priest, který s Purcellem také spolupracoval na Dioclesianovi.
Text, popisující premiéru ukazuje, že Titánii a Oberona hrály děti ve věku osmi a devíti let. Pravděpodobně i ostatní vílí role byly hrány dětmi.

## Charakteristika opery

### Libreto
V návaznosti na obrovský úspěch Dioclesiana (1690) a Krále Artuše (1691) zkomponoval Purcell právě Královnu víl. Jak bylo v rámci semiopery zvykem, zpívané role přísluší nadpřirozeným bytostem, výjimku tvoří pastorální a opilé postavy.
První dějství bylo kompletně mluvené, pro velký úspěch jej ale v roce 1693 Purcell přepracoval a přidal scénu s opilým básníkem. Celá opera sestává z pěti dějství, neobsahuje ale prolog, což bylo pro barokní operu typické.

### Hudba
Protože byla Královna víl zkomponována ke konci Purcellova života, byl již dostatečně zkušeným skladatelem, což se na hudebním pojetí pozitivně podepsalo. Muzikologové ji po celé generace velice kladně hodnotili.
Orchestr pro hudební provedení Královny víl sestává ze dvou zobcových fléten, dvou hobojů, tympánů, smyčcových nástrojů a cembala.

## Inscenační historie
Česká premiéra Královny víl byla provedena až 4. července 2012 v Nových Hradech, pod vedením dirigenta Davida Švece.

## Osoby a první obsazení
| osoba                                      | hlasový obor             |
| ------------------------------------------ | ------------------------ |
| Opilý básník                               | bas                      |
| První víla                                 | soprán                   |
| Druhá víla                                 | soprán                   |
| Noc                                        | soprán                   |
| Tajemství (Mystery)                        | soprán                   |
| Mlčenlivost (Secrecy)                      | kontratenor              |
| Spánek (Sleep)                             | bas                      |
| Corydon                                    | bas                      |
| Mopsa                                      | soprán/kontratenor       |
| Nymfa                                      | soprán                   |
| 3 následovníci Oberona                     | 1 soprán, 2 kontratenoři |
| Phoebus                                    | tenor                    |
| Jaro (Spring)                              | soprán                   |
| Léto (Summer)                              | kontratenor              |
| Podzim (Autumn)                            | tenor                    |
| Zima (Winter)                              | bas                      |
| Juno                                       | soprán                   |
| Čínský muž (Chinese Man)                   | kontratenor              |
| Čínská žena, Dafné (Chinese Woman, Daphne) | soprán                   |
| Hymen                                      | bas                      |
| Sbor: Víly a následovníci                  |                          |

## Nahrávky

### Audionahrávky
- Bruno Maderna, (části) Orchestra dell'Angelicum of Milan, (1 LP) — 1957 — Fonit Angelicum LPA970.
- Benjamin Britten, English Chamber Orchestra, Ambrosian Opera Chorus, (2 CD) — 1970 — Decca 4685612
- Alfred Deller, Deller Consort, Stour Music Chorus (2 CD) — 1972 — Harmonia Mundi
- John Eliot Gardiner, English Baroque Soloists Monteverdi Choir, (2 CDs) — 1982 — Archiv Produktion 419 221–2
- William Christie, Les Arts Florissants (2 CD) — 1989 — Harmonia Mundi HMC 90 1308/0
- David van Asch, The Scholars Baroque Ensemble (2 CD) — 1992 — Naxos 8.550660-1
- Roger Norrington, London Classical Players, The Schütz Choir of London (2 CD) — 1994 — EMI Classics 7243 5 55234 2 6
- Harry Christophers, The Sixteen, (2 CD) - 1993 — Coro COR16005
- Ton Koopman, Amsterdam Baroque Orchestra & Choir, (2 CD) — 1994 — Erato 98507
- Nikolaus Harnoncourt, Concentus Musicus Wien, Arnold Schoenberg Chor (2 CD) — 1995 — Teldec Classics 4509-97684-2
- Antony Walker, Cantillation, Orchestra of the Antipodes, (2 CDs) - 2005 — ABC Classics ABC4762879
- Christopher Monks, Armonico Consort, (1 CD) — 2006 — Deux-Elles DXL1120
- Ottavio Dantone, Accademia Bizantina & New English Voices, (2 CD) — 2012 — Brilliant Classics 94221

### Videonahrávky
- Nicholas Kok, David Pountney, scénický režisér, Anglické národní opera, (1 DVD) — 1995 — Arthaus Musik 100200
- William Christie, Jonathan Kent, scénický režisér, The Glyndebourne Chorus & Orchestra of the Age of Enlightenment, (2 DVD) — 2010 — Opus Arte OA1031D